# Aphonomorphus timidus
Aphonomorphus timidus är en insektsart som först beskrevs av Henri Saussure 1897.  Aphonomorphus timidus ingår i släktet Aphonomorphus och familjen syrsor. Inga underarter finns listade i Catalogue of Life.